# 諾斯蘭 (明尼蘇達州)
諾斯蘭（英語：Norseland）是位於美國明尼蘇達州尼科萊特縣萊克普雷里鎮區的一個非建制地區。

## 地理
諾斯蘭所處的海拔為高於海平面306米（即1004英呎），而該地所採用的時區為UTC-6，即北美中部時區（CST）。同時該地設有夏令時間，為UTC-6調快一小時，即UTC-5（CDT）。